# Велгощи
Велгощи (в местния говор Велгошчи, на македонска литературна норма: Велгошти) е село в община Охрид, Северна Македония с 2243 жители (2002).

## География
Велгощи е разположено в подножието на Петрина планина (Петрино или Изток планина) досами град Охрид на надморска височина от 721 метра. Велгощи днес се е превърнало почти напълно в квартал на Охрид – от центъра на Охрид до центъра на Велгощи има 2,5 километра, като границата между тях е мостът на река Сушица. Кмет на селото е Слободан Кърлески.

## Етимология
Най-вероятната етимология на името Велгощи е от праславянските *velьjь, велик, голям, и *gostъ, гост или „големи, важни гости“. Сходни имена на села и реки има в Русия (Велегоща, Вельгош), Чехия (Велихощ, Velihošt), Албания (Велагощи, Velagošti), Гърция (Велигости, Βελιγοστή).
Традиционното предание в селото гласи, че един от първите жители на селото бил някой си Веле, който гледал овце и кози. Покрай неговата кошара минавал пътят от Охрид за Ресен. Търговците редовно се отбивали при Веле да се отморят, когато се връщали от Ресен или от някъде другаде. Търговците със задоволство говорели как „Веле гощава“ и при сливането на двете думи се е получило името Велгощи.

## История

### В Османската империя
Село Велгощи се споменава за пръв път през XVI век. През XIX век Велгощи е голямо почти чисто българско село. В „Етнография на вилаетите Адрианопол, Монастир и Салоника“, издадена в Константинопол в 1878 година и отразяваща статистиката на населението от 1873 Велгощи (Velgoschti) е посочено като село със 190 домакинства с 530 жители българи и 10 мюсюлмани. През пролетта на 1880 година селото пострадва от турци грабители.
Според Васил Кънчов („Македония. Етнография и статистика“) в 1900 година Велгощи има 1190 жители българи християни и 30 жители българи мохамедани.
На Етнографската карта на Битолския вилает на Картографския институт в София от 1901 година Велгоще е смесено село българи, албанци и помаци в Охридската каза на Битолския санджак със 183 къщи.
По данни на секретаря на екзархията Димитър Мишев („La Macédoine et sa Population Chrétienne“) в 1905 година във Велгощи има 1440 българи екзархисти и функционира българско училище.
Велгощи участва активно в Илинденското въстание. Четата на селото под командването Йонче Шокаров заедно с четите на околните села дава две сражения на турците на 27 юли и на 31 август 1903 година. На 26 юли 1903 година Велгощи е опожарено от турски аскер, който извършва изключителни жестокости в селото – няколко души са разпънати на кръст, други, включително деца, са изгорени живи. След въстанието от някогашните 250 къщи са възстановени 120.
В 1911 година селото отново е разрушено от силно земетресение. При избухването на Балканската война в 1912 година 45 души от Велгощи са доброволци в Македоно-одринското опълчение. Трима жители на селото, служещи в Българската армия – Илия Димов, Тодор Велянов (от Македоно-одринското опълчение) и Стоян Иванов Ангелов (от Осми пехотен полк), загиват или почиват по време на Балканските войни.

### В Сърбия и Югославия
След края на Междусъюзническата война Велгощи попада в Сърбия. През септември 1913 година заедно с цяло Охридско взима участие в Охридско-Дебърското въстание в четата на велгощанина Антон Шибаков и на 12 септември в селото за една седмица е установена българска власт. На 19 септември Велгощи заедно с околните села е опожарено, а четите на ВМРО се оттеглят към Албания. Сръбските войски решават да направят от Велгощи, наречено от тях Малката София пример за назидание и в селото са извършени страшни жестокости – всички възрастни мъже в селото са събрани на площада и всеки пети е разстрелян.
По време на българското управление на Вардарска Македония през Първата световна война  Велгощи има 950 жители и е център на община в Охридска околия на Охридски окръг, в която влизат Велестово, Лесковец, Рамне и Скребатно.
През 20-те велгощани активно участват в съпротивата на възстановената ВМРО срещу новия сръбски окупатор. На 8 май 1923 година при Велгощи четата на войводата Любен Огнянов се сражава със сръбски части, като сърбите се оттеглят с няколко жертви. На 18 юли 1925 година четата на Наум Йосифов дава голямо сражение на сръбската жандармерия, която отстъпва с няколко жертви. Това сражение кара сръбският военен комендант в Охрид Лазаревич да да иска бързо десет хилядна войска от Битоля и Скопие, „за да не се получи това, което стана в 1913“.
След разгрома на Югославия от Нацистка Германия през април 1941 година Велгощи заедно с Охрид попада в италианската окупационна зона. След дълги преговори и натиск от страна на германската дипломация италианците отстъпват на България района на Охрид и на 15 май 1941 година във Велгощи влизат български войски. Местна легенда разказва как в 1941 известните с овощарството си велгощани не яли нито ябълки, нито пили ябълкова ракия, защото когато чули, че българските войски идват от Ресен към Охрид нямали цъфнали цветя и затова начупили всички цъфнали ябълкови клонки, за да постелят с тях няколко километра от пътя към Ресен.
По време на българското управление във Вардарска Македония в годините на Втората световна война, Кръстю Ив. Билянов от Струга е български кмет на Велгощи от 21 март 1941 година до 9 септември 1944 година. В 1942 година в селото е открит клон на Съюза за закрила на децата.
В 1961 година селото има 1558 жители, от които 1533 северномакедонци и 14 албанци, а в 1994 година броят на жителите се увеличава на 2241, от които 2210 македонци, 8 власи, 6 сърби и 3 цигани. Според преброяването от 2002 година селото има 3060 жители.
| Националност     | Всичко |
| северномакедонци | 3002   |
| албанци          | 0      |
| турци            | 0      |
| роми             | 0      |
| власи            | 10     |
| сърби            | 8      |
| бошняци          | 0      |
| други            | 40     |

## Забележителности
- Над селото на рида Олмец се намира известният манастир „Света Петка“, а още по-нагоре в планината църквите „Свети Илия“ и „Свети Никола“. В манастира „Света Петка“ над селото всяка година се провежда художественият фестивал „Цвет и корен“. Манастирската църквата „Света Петка“ е изградена „по повеление на цар султан Абдул Хамид с помощта на народа, по времето на игумен отец Наум Илинчев, на 22 май, лето 1890“.
- На два километра от манастира „Света Петка“ и на около час и половина път пеша от Велгощи се намира малката скална църква „Света Богородица“. Тази монашеска обител е разположена в естествена пещера с неправилна форма в южните склонове на рида Олмец. Достъпът до църквата е изключително труден. Велгощани посещават църквата на Свети Великомъченик Тодор. Запазените около олтара фрагменти от фрески са от XIV век, дело на Охридската художествена школа.
- Църквата „Свети Пантелеймон“, по известна като „Свети Климент“ е от 1872 година.[12]
- На 25 май 1974 година е осветен темелният камък, а в 1975 година и готовата църква „Свето Преполвение“ от страна на митрополит Ангеларий Дебърско-кичевски. Фреските са дело на Драган Ристески от Охрид и Мариан Ристески от Велгощи. Преосветена е от страна на митрополит Тимотей Дебърско-Кичевски в 1996 година.[12]
- Църквата „Света Неделя“ започва да се гради в 1981 година, а е осветена в 1987 година от владиката Тимотей. Изписана е отчаски от Драган Ристески, а отчасти от Мариан Ристески.[12]
- Църквата „Свети Димитър“ е изградена в 1983 година и осветена в същата година от владиката Тимотей.[12]
- На 22 май 1995 година е осветен темелният камък, а на 20 май 2007 година и готовата църква „Свети Никола“ от страна на митрополит Тимотей Дебърско-кичевски. Фреските са дело на Мариан Ристески.[12]
- На около един километър североизточно от Велгощи на едно било се намира манастирът „Свети Илия“. Автор на живописта е Рафаил Кръстев Коловски от Лазарополе. Църквата е обновена в 1970 година с помощта на населението на Велгощи.[12]
- На селото е кръстено популярното в Охридско Велгощко хоро.
- На 24 юни 1979 година футболният отбор на Велгощи ФК „Илинден 1903“ побеждава „Младост“ от село Вапила със 134:0 и така влиза в Световните рекорди на Гинес.

## Личности
Родени във Велгощи
- Антон Шибаков (1883 – ?), български революционер
- Аце Мургов (? – 1903), български революционер
- Весела Мукоска Чинго (р. 1945), северномакедонски юрист
- Георги Ковачев (1891 – 1945), български военен деец, командващ Четвърта преславска дивизия
- Евтим Шокаров, македоно-одрински опълченец, 24-годишен, бакалин, IV отделение, 1 рота на 10 прилепска дружина, орден „За храброст“ IV степен[13]
- Живко Чинго (1936 – 1987), писател от Социалистическа Северна Македония
- Иван Шапкаров (1868 – 1903), български революционер от ВМОРО
- Илия Шапкарев (р. 1931), северномакедонски математик
- Йонче Шапкарев (1926 – 2008), биолог от Република Македония
- Лазар Стефанов (1881 – 1903), български революционер
- Ламбо Мургов (1878 – 1946), български революционер
- Миряна Секуловска (р. 1960), северномакедонски политик, депутат от ВМРО-ДПМНЕ
- Никола Кърлески (1937 – 2012), виден северномакедонски юрист, конституционен съдия
- Пейчин Анастасов (1886 – 1940), български революционер
- Ристо Шапкар (р. 1931), северномакедонски фотограф
- Ставре Христов Китанов (? – 1913), български революционер, четник на Петър Чаулев и Антон Шибаков, участник в Охридско-Дебърското въстание, след чийто разгром е разстрелян от сърбите във Видобища
- Христо Ангелов (1880 – 1943), български революционер
- Христо Лапайков (1873 – след 1941), български революционер
- Христо Леков, доброволец в четата на Георги Бабаджанов през Сръбско-българската война в 1885 година[14]
- Христо Търпев (1872 – 1903), български свещеник и революционер

Починали във Велгощи
- Димитър Иванов (? - 1913), български революционер водач на Охридско-Дебърското въстание